# Big Cheese
Big Cheese is een onafhankelijk muziektijdschrift uit het Verenigd Koninkrijk dat zich richt op alternatieve muziekgenres zoals emocore, rock, punk, en heavy metal. Het wordt twee keer per maand uitgegeven.
Big Cheese was een van de eerste Britse maandelijkse tijdschriften die verslag deden van bands als My Chemical Romance, Turbonegro, Panic! at the Disco, Alexisonfire, en Taking Back Sunday. Sinds haar oprichting heeft het tijdschrift bandmerch en muziek aan haar abonnees weggegeven. Zo heeft Big Cheese onder andere exclusieve en gelimiteerde My Chemical Romance-patches weggegeven, gratis exclusieve Green Day-polsbandjes, verscheidene cd's, en als een van de eerste tijdschriften heeft het tijdschrift ook een gratis compilatiealbum in de vorm van een muziekdownload uitgebracht.

## Redacteurs
- Jim Sharples - features
- Ian Chaddock - nieuws, online
- Paul Hagen - recensies